# We Young
We Young es el primer EP de la banda surcoreana NCT Dream, la tercera subunidad del grupo surcoreano NCT. Fue lanzado po SM Entertainment y distribuido por Genie Music el 17 de agosto de 2017. El EP incluye un total de seis pistas. Este fue el segundo y el último álbum en no incluir a Jaemin debido a su hiatus por razones de salud.

## Concepto
El sencillo principal We Young es una pista perteneciente al género House tropical. El álbum contiene otras cinco pistas, "La La Love", "Walk You Home", "My Page", Trigger the Fever", y la versión en chino de "We Young", que trata sobre el amor joven y otros problemas que enfrentan los adolescentes.

## Promoción
NCT Dream realizó su presentación de regreso el 16 de agosto de 2017 en Gyeonggi-do Ilsan Hyundai Motor Studio Goyang; donde realizaron su primera presentación del sencillo principal "We Young"

## Lista de Canciones
| We Young |                                       |                                 |                                                  |          |  |
| N.º      | Título                                | Letras                          | Música                                           | Duración |  |
| 1.       | «We Young»                            | Kenzie                          | Kenzie LDN Noise Ylva Dimberg (The Kennel)       | 3:44     |  |
| 2.       | «La La Love»                          | Shin Agnes (MonoTree) Mark      | David Amber Noel Aram Cohen Devyn Rush           | 3:01     |  |
| 3.       | «Walk You Home (같은 시간 같은 자리)» | Seo Ji-eum Mark                 | David Fremberg Onestar (MonoTree) Allison Kaplan | 2:55     |  |
| 4.       | «My Page»                             | Min Yeon-jae Mark               | Kenzie LDN Noise Ylva Dimberg (The Kennel)       | 3:44     |  |
| 5.       | «We Young (Chinese Version)»          | Wang Jung-woon                  | Kenzie LDN Noise Ylva Dimberg (The Kennel)       | 3:44     |  |
| 6.       | «Trigger The Fever (Bonus Track)»     | 100% Lyricism Hwang Ji-won Mark | David Amber Andy Love Hitchhiker                 |          |  |
| 20:36    |                                       |                                 |                                                  |          |  |

## Posicionamiento en listas
| Listas (2017-2023)                 | Posición más alta |
| ---------------------------------- | ----------------- |
| Álbumes Digitales Franceses (SNEP) | 43                |
| Álbumes surcoreanos (Gaon)         | 2                 |
| US World Albums (Billboard)        | 3                 |